# Доходный дом Степана Акимова
Доходный дом Степана Акимова — объект культурного наследия регионального значения Ростова-на-Дону, который расположился по адресу: Ульяновская улица, 14. На фасаде здания установлена доска с информацией о собственнике доме — Степане Акимове. Среди многих жителей города распространен слух, будто бы этот дом связан с семьей Парамоновых, но эта информация не нашла никакого официального подтверждения.

## История
Степан Акимов происходил из мещанской семьи, он родился в 1854 году. Его родственникам принадлежало имение, которое располагалось на углу Канкринской улицы и Соборного переулка. Имение было разделено на две части: согласно закону, одной его частью владели Любовь, Екатерина и Иван Акимовы. А другая часть принадлежала Степану Акимову, у которого в то время уже была жена Мария и дочь по имени Анна. Дом приносил 80 рублей годового дохода. В 1899 году Степаном Акимовым было получено разрешение на строительство двухэтажного дома с подвалом. В то время, домовладение располагалось по адресу: улица Канкринская, 26. Дом приносил годовой доход в размере 390 рублей. В 1911 году он стал собственностью дочери Акимова — Анны Степановны Акимовой. В 1920 году дом был частично разрушен из-за попадания в него снаряда: взрывной волной были выбиты стекла, пробита крыша, на стенах появились трещины. Из-за этого здание стало и дальше разрушаться. В марте 1922 года житель Воронежской губернии Николай Корольков согласился купить недвижимость, которая была оценена в 300 миллионов рублей. Восстановить полностью дом он не смог. После муниципализации, бывший владелец добивался возврата здания в свою собственность, но фактов, которые бы подтверждали, что ему удалось добиться этого, нет. Дом нуждается в проведении реставрационных работ.

## Описание
Дом был украшен картушами с вензелями «СА», которые были инициалами собственника этого дома. Под ними располагались небольшие изображения Афродиты. Позади каждой головы на фасаде здания была изображена морская раковина — именно она позволяет идентифицировать мифологического персонажа на фасаде здания. Относится к числу памятников архитектуры дореволюционной постройки.